# Deutsche Fechtmeisterschaften 1953
Bei den Deutschen Fechtmeisterschaften 1953 wurden Einzel- und Mannschaftswettbewerbe in den Disziplinen Herrendegen, Herrensäbel und Herrenflorett ausgetragen. Bei den Damen wurde nur Florett gefochten. Die Meisterschaften wurden vom Deutschen Fechter-Bund organisiert.

## Herren

### Florett (Einzel)
| Platz | Sportler      | Verein               |
| ----- | ------------- | -------------------- |
| 1     | Norman Casmir | Hermannia Frankfurt  |
| 2     | Kurt Wahl     | MTV München von 1879 |
| 3     | Otto Adam     | Saar 05 Saarbrücken  |

### Florett (Mannschaft)
| Platz | Verein              | Sportler |
| ----- | ------------------- | -------- |
| 1     | Hermannia Frankfurt |          |
| 2     | Kölner FK           |          |
| 3     | FSG Iserlohn        |          |

### Degen (Einzel)
| Platz | Sportler     | Verein          |
| ----- | ------------ | --------------- |
| 1     | Paul Gnaier  | Heidenheimer SB |
| 2     | Max Köstner  | TS Bayreuth     |
| 3     | Georg Neuber | Berliner FC     |

### Degen (Mannschaft)
| Platz | Verein          | Sportler                         |
| ----- | --------------- | -------------------------------- |
| 1     | Hamburger FC    | Ernst Röthig Gerhard Stabenow nn |
| 2     | RSC Saarbrücken |                                  |
| 3     | TK Hannover     |                                  |

### Säbel (Einzel)
| Platz | Sportler         | Verein         |
| ----- | ---------------- | -------------- |
| 1     | Hans Esser       | DFC Düsseldorf |
| 2     | Willy Fascher    | TK Hannover    |
| 3     | Heinrich Limpert | FC Fürth       |

### Säbel (Mannschaft)
| Platz | Verein              | Sportler |
| ----- | ------------------- | -------- |
| 1     | TK Hannover         |          |
| 2     | DFC Düsseldorf      |          |
| 3     | Hermannia Frankfurt |          |

## Damen

### Florett (Einzel)
| Platz | Sportler    | Verein              |
| ----- | ----------- | ------------------- |
| 1     | Helmi Höhle | Fechtclub Offenbach |
| 2     | Ilse Keydel | TK Hannover         |
| 3     | Trude Jacob | Fechtclub Offenbach |

### Florett (Mannschaft)
| Platz | Verein              | Sportler                                                |
| ----- | ------------------- | ------------------------------------------------------- |
| 1     | Fechtclub Offenbach | Hedwig Haß Trude Jacob Ella Haß Helmi Höhle Herbert Abé |
| 2     | Kölner FK           |                                                         |
| 3     | TK Hannover         |                                                         |